# NGC 2007
NGC 2007 é uma galáxia espiral (Sc) localizada na direcção da constelação de Pictor. Possui uma declinação de -50° 55' 18" e uma ascensão recta de 5 horas, 34 minutos e 58,9 segundos.
A galáxia NGC 2007 foi descoberta em 27 de Dezembro de 1834 por John Herschel.